# Бик (ријека)
Бик (рум. Bîc, Bâc, Byk) је ријека у Молдавији, десна притока ријеке Дњестар.
Ријека Бик извире у шуми Кодри, гдје у своме горњем току твори дубоки кањон. Главни град Молдавије — Кишињев се налази на ријеци Бик. Поред Кишњева је на ријеци изграђена брана с акумулационим језером површине 10 km². Често се догађа да током љета Бик пресуши, при чему се претвара у низ мањих језера. Веома је загађена.